# Biezebaaze
Biezebaaze is een Vlaamse muziekgroep, afkomstig uit Gent. De naam van de groep betekent in het Standaardnederlands "schommel".
De muziek van Biezebaaze wordt "StropRock" genoemd, verwijzend naar de stad Gent - waar de inwoners ook wel stroppendragers worden genoemd - en vanzelfsprekend ook naar het genre waarin deze groep vooral actief is: rock. Alle nummers van de groep worden gezongen in het Gentse dialect. Sommige ervan bevatten veel humor.
Biezebaaze werd in het najaar van 2003 in heel Vlaanderen bekend met de single LoetseBollekeZoetse. Deze behaalde de zevende plaats in de Ultratop 50 en de eerste plaats in de Vlaamse Top 10. In dezelfde periode verscheen het debuutalbum Wachten op misschien. 
De groep is vaak aanwezig op de ploegvoorstelling van KAA Gent en ze brachten in 2006 een single uit over deze Gentse voetbalploeg genaamd Nen echte Genteneire es nen Buffalo.
In 2022 vierde de groep haar twintigjarig bestaan en verscheen het vijfde studioalbum Op de radio nie droaje.

## Groepsleden
Oorspronkelijke bezetting tot september 2004:
- Kurt Burgelman (zang, gitaar, songwriter)
- Mike De Bruyn (gitaar)
- Arthur De Kegel (bassist, producer, songwriter)
- Guy De Mulder (drums)
- Alain Van Zeveren (toetsen)

Vanaf september 2004:
- Kurt Burgelman (zang, gitaar, songwriter)
- Guy De Mulder (drums)
- Serge Hertoge (bassist), nadien Bart Mareen
- Hans IJzerman (toetsen)

Heden:
- Kurt Burgelman (zang, gitaar, songwriter)
- Peter De Bosschere (drums)
- Wim Bartholomeus (bassist)
- Wim Verbeke (toetsen)

## Discografie

### Albums
- Wachten op misschien (2003)
- Veel 5en en 6en (2006)
- Kaakt en laujstert (2007)
- Der stoa nen buum in 't stad en aa stoat doar nie alliene (2013)
- Op de radio nie droaje (2022)

### Singles
- LoetseBollekeZoetse (2003)
- Kievief (2003)
- Ik zou me u (2004)
- Schuunen dag (2005)
- Nen echte Genteneire es nen Buffalo (2006)
- Peintse zijn (2011)
- Patati & patata (2013)
- Loetsebolleke ('k Oa 't nuunt nie meuge vroage) (2020)
- Ne zoalige kerstdag (2021)
- Zot van û (2022)
- Vuil (2022)
- Zaa ze zaa tege maa (2022)
- Es 't van da (2022)
- Noar bove kaake (Goe bezig) (2022)

## Hitnoteringen
| Album met hitnotering(en) in de Vlaamse Ultratop 200 albums | Datum van verschijnen | Datum van binnenkomst | Hoogste positie | Aantal weken | Opmerkingen |
| ----------------------------------------------------------- | --------------------- | --------------------- | --------------- | ------------ | ----------- |
| Wachten op misschien                                        | 2003                  | 08-11-2003            | 31              | 12           |             |
| Der stoa nen buum in 't stad en aa stoat doar nie alliene   | 2013                  | 21-12-2013            | 122             | 4            |             |

| Single met hitnotering(en) in de Vlaamse Ultratop 50 | Datum van verschijnen | Datum van binnenkomst | Hoogste positie | Aantal weken | Opmerkingen                |
| ---------------------------------------------------- | --------------------- | --------------------- | --------------- | ------------ | -------------------------- |
| LoetseBollekeZoetse                                  | 2003                  | 30-08-2003            | 7               | 17           | Nr. 1 in de Vlaamse Top 10 |
| Kievief                                              | 2003                  | 20-12-2003            | tip 12          | -            |                            |
| Ik zou me u                                          | 2004                  | 29-05-2004            | tip 5           | -            | Nr. 6 in de Vlaamse Top 10 |